# Liubcea, Stavîșce
Liubcea (în ucraineană Любча) este un sat în comuna Hostra Mohîla din raionul Stavîșce, regiunea Kiev, Ucraina.

## Demografie
Componența lingvistică a localității Liubcea
     Ucraineană (99,05%)
     Alte limbi (0,95%)
Conform recensământului din 2001, majoritatea populației localității Liubcea era vorbitoare de ucraineană (99,05%), existând în minoritate și vorbitori de alte limbi.